# Kanton Joué-lès-Tours-Sud
Der Kanton Joué-lès-Tours-Sud war von 1985 bis 2015 ein französischer Kanton im Arrondissement Tours im Département Indre-et-Loire in der Region Centre-Val de Loire; sein Hauptort war Joué-lès-Tours.
Der Kanton umfasste einen Teil der Stadt Joué-lès-Tours.